# A-Train (Computerspielreihe)
A-Train (jap. A 列車で行こう A Ressha de Ikou) ist eine japanische Computerspielreihe, die ab 1985 von dem Entwickler Artdink entwickelt wurde. Einige Teile wurden von Maxis in den USA und Europa vertrieben. Es erschienen Umsetzungen für Amiga, PlayStation, PlayStation 2, Windows, DOS, Mac OS und die Xbox 360. Versionen für das Nintendo Entertainment System, die PC Engine und den Nintendo DS erschienen nur in Japan.
Im Winter 2011/2012 erschien die deutsche PC-Version, A-Train 9, als Der Bahngigant auch in Deutschland. Für die deutsche Version ist eine Fanerweiterung verfügbar, der die lediglich 14 vorhandenen Züge in der deutschen Version auf 200 Fahrzeuge aus der japanischen Version ergänzt.

## Spielinhalt
Der Spieler übernimmt in diesem Spiel die Führung eines Eisenbahnunternehmens. Es gibt keine rivalisierenden Firmen und der Spielausgang ist offen. Das Ziel ist es, möglichst viel Gewinn zu erzielen; das kann im ersten Schritt mit dem Transport von Passagieren oder dem Verkauf von Baumaterial geschehen. Voraussetzung für die Produktion von Baumaterial und dem damit verbundenen Wachstum der Städte ist der Bau von Fabriken. Die Fabriken und die gebauten Warenlager haben einen bestimmten Einflussbereich – außerhalb dieses Bereiches können keine Gebäude errichtet werden.
Mit dem erwirtschafteten Geld und dem produzierten Material kann der Spieler eigene Grundstücke kaufen, auf denen er Gebäude wie Hotels und Einkaufszentren bauen kann, die ihm einen zusätzlichen monatlichen Gewinn einbringen. Des Weiteren kann der Spieler das Geld auch in Aktien anlegen, um von steigenden Kursen zu profitieren.
Neben dem Errichten von profitablen Eisenbahnlinien kann der Spieler ein Straßensystem aufbauen, auf dem Lastwagen Waren und Busse Passagiere befördern können. Bahnhöfe und Haltestellen werden von den jeweiligen Fahrzeugen als Be- und Entladepunkte benutzt. Sämtliche Haltestellen und Bahnhöfe können im Detail modifiziert werden. So ist es möglich Fahrzeuge an bestimmten Haltestellen wenden bzw. durchfahren zu lassen oder Fahrten zeitlich zu begrenzen.

## Umsetzung
Die A-Train-Reihe ist in Japan sehr populär. Davon motiviert, veröffentlichte Maxis diverse Spiele für den PC (DOS), Macintosh und den Amiga – mit mäßigem Erfolg. Auch das 1996 erschienenen Spiel AIV: Evolution Global für die damals noch relativ neue PlayStation 1 konnte sich in der westlichen Welt nicht durchsetzen. Ein Spielstand belegte eine komplette Speicherkarte, die damals mit umgerechnet 45 Euro recht teuer war.
Entgegengesetzt zu dem ähnlichen Spielprinzip von SimCity werden bei A-Train keine sozialen Punkte wie Schulbildung, Kriminalität und Gesundheitswesen sowie Brandgefahren, Umweltverschmutzung oder auch Wasserversorgung berücksichtigt.
Einige Spiele der A-Train-Reihe besitzen neben den vorgefertigten Szenarien einen Editor, mit dem der Spieler eigene Spielwelten kreieren kann. Des Weiteren sind einige Versionen mit einem Kameramodus versehen, mit dem es möglich ist die Landschaft während der Fahrt mit einem Zug oder Bus in einer 3D-Ansicht zu erleben.

## Veröffentlichungen
- A Ressha de Ikou (12/1985, FM-7, PC-8801/9801, X1Turbo, MZ-2500, MSX2 (Pony Canyon), Famicom) Japan
- Railroad Empire (Take the A-Train II) 1988, PC-9801, X68000, 1989 DOS
- A-Train (A-Train III) 1990 PC-9800, X68000, FM Towns, 1992, Amiga, DOS, Mac, später weitere Plattformen NEC, SNES, PS, Virtual Console, DS
- Take the A-Train MD (1992, Sega Mega Drive)
- A-Train IV (1993 PC-9801, FM Towns, 1995 DOS)
- A-Train IV Evolution (1996 PSX)
- A-Train IV Evolution Global (1997 PSX)
- A-Train 5, auch unter den Namen C.E.O., AIV Network$: Zug um Zug zum Erfolg, AIV Network$ und A4 Networks bekannt (1995, DOS)
- A-Train 6 (2000, PlayStation 2)
- A-Train 7 (2005, Windows)
- A-Train HX (2006, XBox 360)
- A-Train 8 (2008, Windows)
- A Ressha de Ikou DS (2009, Nintendo DS), nur in japanischer Sprache erschienen
- A-Train 9 (2009/2010, Windows)
- Der Bahngigant (2012, Windows) deutsche Version von A-Train 9
- A-Train 9 Version 2.0: Professional Edition (2012, Windows) enthält den Inhalt der in Japan zuvor erschienenen 2 Erweiterungen sowie Bugfixes und zusätzliche Objekte und Züge wie z. B. Oberleitungen und Dampflokomotiven
- A-Train 3D: City Simulator (2015, Nintendo 3DS), nur als Download aus dem Nintendo eShop erhältlich
- A-Train 9 Version 4.0: Masters Edition (2015, Windows)
- A-Train PC Classic / みんなのA列車で行こう (2016 Windows)
- A-Train Hajimaru Kankou Keikaku (2021, Nintendo Switch)